# Skalní malby v Sierra de San Francisco
Sklalní malby v Sierra de San Francisco je název jedné z mexických památek předkolumbovských civilizací, které figurují na seznamu světového kulturního dědictví UNESCO. Nacházejí se v centrální části Kalifornského poloostrova ve státě Baja California Sur na území biosférické rezervace El Vizcaíno. Díky skvělé úrovni zachovalosti, svému rozsahu, kvalitě, barevnosti a rozmanitostí vyobrazených námětů jsou zdejší malby vysoce ceněny jak v národním, tak i mezinárodním měřítku.

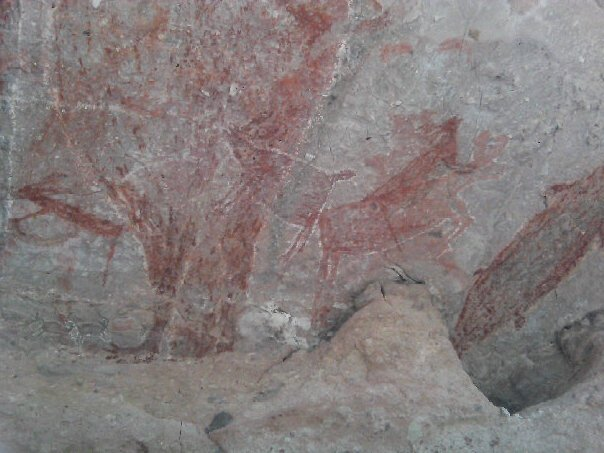
jedna z maleb

Pod ochranou UNESCO spadá na 250 skalních maleb lokalizovaných v blízkostí obcí San Francisco a Mulege. Jsou lokalizovány na stěnách a stropech jeskynních úkrytů v bocích roklí, které jsou špatně přístupné. Nejhodnotnější malby se nacházejí v lokalitách Cueva del Batequì, Cueva de la Navidad, Cerro de Santa Marta, Cueva de la Soledad, Cueva de las Flechas a Grutas del Brinco
Rozmatitost námětů maleb je pozoruhodně vysoká – od lidských postav (muži, ženy, děti), přes zvířata (králík, puma, jelev, velryba, tuňák, želva, chobotnice, orel, pelikán) až po abstraktní tvary. Byla objevena i vyobrazení různých zbraní, která společně s postavami lidí a zvířat představují výjevy z lovu a válčení. Malby vznikaly v období od 10. století př. n. l. až do 13. století, jejich pravděpodobným autorem bylo etnikum Guachimi.